# 杜孔博
14°21′18″N 3°39′22″W / 14.35500°N 3.65611°W
杜孔博（法語：Doucoumbo），是馬里的城鎮，位於該國中部，由莫普提區的邦賈加拉省負責管轄，面積560平方公里，海拔高度385米，2009年人口11,510，人口密度每平方公里20.55人。